# Liphistius trang
Liphistius trang is een spinnensoort uit de familie Liphistiidae. De soort komt voor in Thailand.